# Dapedium
Dapedium är ett utdött släkte av primitiva strålfeniga fiskar. Det första fossilet har hittats på Jurassic Coast i England (Leach 1822). Dapedium levde under yngre triasperioden fram till juraperioden.

## Beskrivning
Dom olika slagen av Dapedium varierar mellan länden 9-40 cm, och alla hade en oval (nästan cirkulär) kroppsform. Skinnet var täckt med tjocka ganoid (emalj-liknande) fjäll. Den minsta arten hittills är D. noricum.

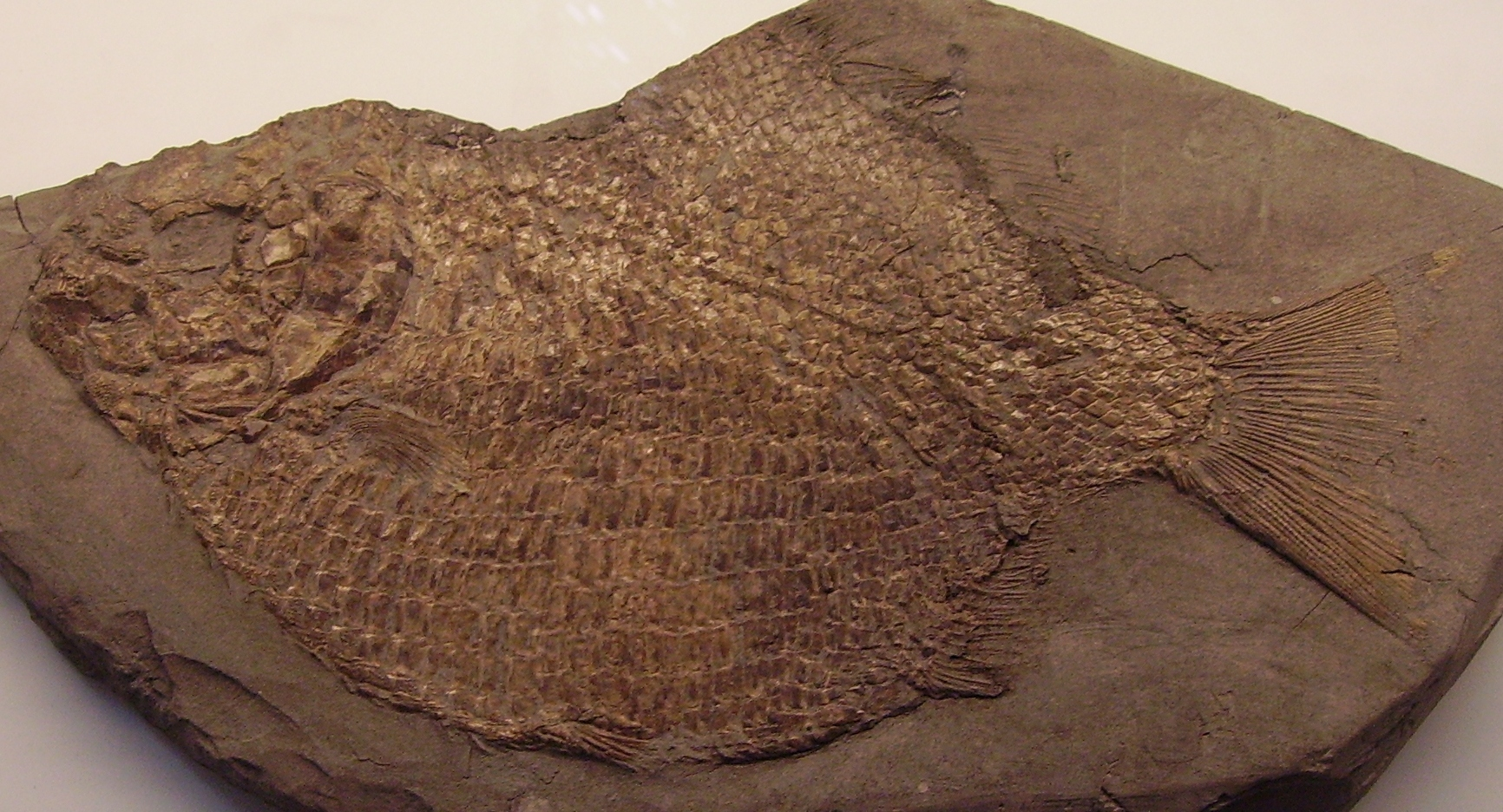
Dapedium politum exemplar vid Oxford University Museum of Natural History

Huvudet var bepansrat med beniga hudplåtar och det var speciellt mycket vid ögonhålan. Dom små bröst- och bukfenorna tillsammans med den förlängda ryggfenan och analfenan gjorde kroppsformen till en funktionell enhet med Stjärtfenan. Stjärten var kort och bastant och gav fisken kraft till att hastigt ändra riktning när den simmade. 
Den övre käken hos Dapedium var rörlig och kunde flyttas fram en bit. Detta gjorde det möjligt att få ett bredare gap för att sedan kunna svälja större byten. 

## Utbredning

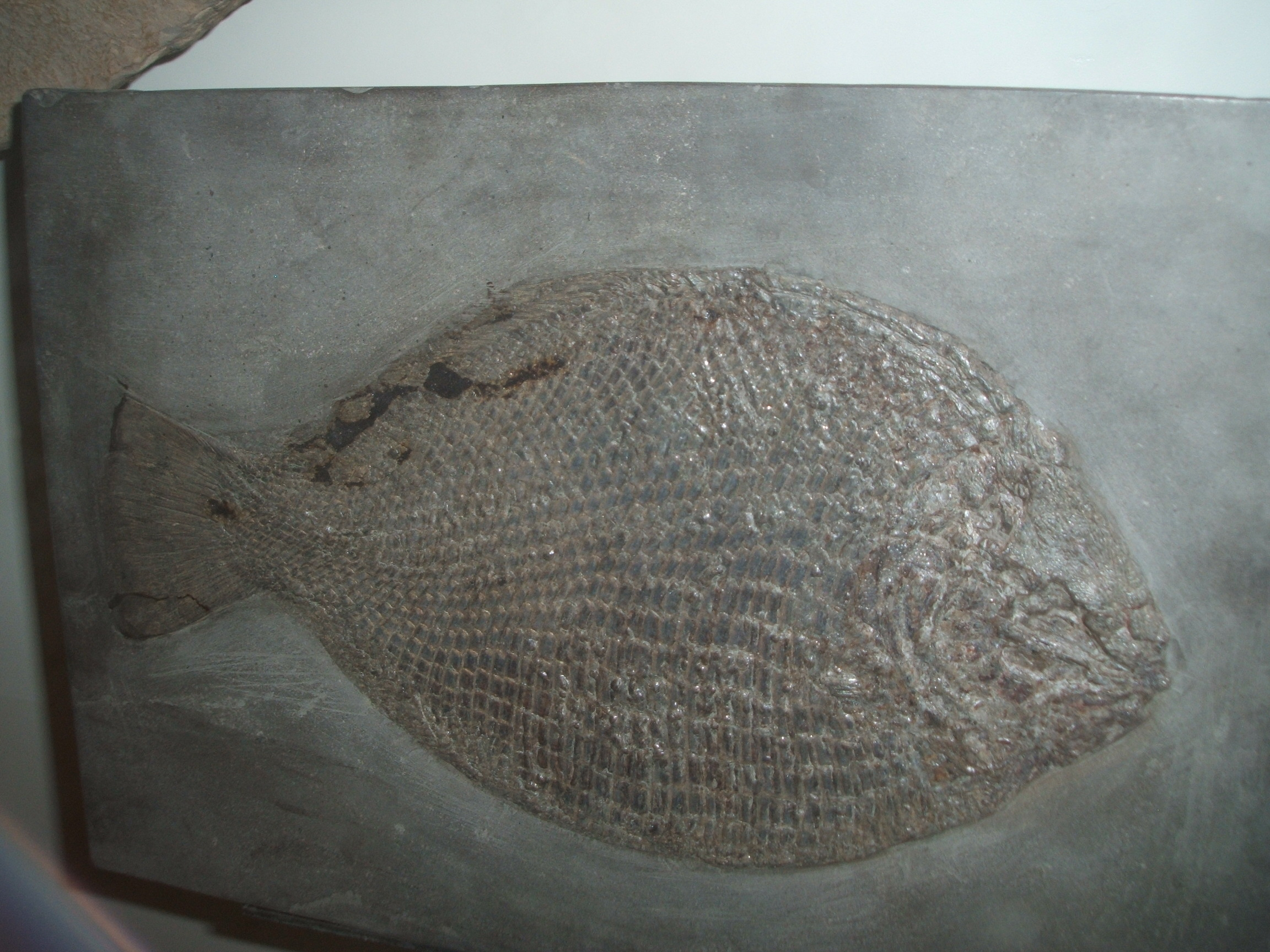
D. pholidotum vid American Museum of Natural History.

Dapedium levde mestadels i haven runt Europa. Fossil har hittats i Holzmaden, Tyskland, Temple Grafton, Warwickshire, England och i Lyme Regis, Dorset, England.

## Beteende
Det starka bettet tyder på att Dapedium åt ryggradslösa organismer med hårda skal, tex musslor och sjöborrar .